# Aeroportul Internațional Bradley
Aeroportul Internațional Bradley (IATA: BDL, ICAO: KBDL, FAA LID: BDL) este un aeroport din Connecticut, Statele Unite ale Americii ce deservește zona Comitatul Hartford. Aeroportul a fost tranzitat în 2023 de 6.248.165 de pasageri. A fost deschis în 1941.
Situat la o altitudine de 53 m, aeroportul dispune de 3 piste.

## Infrastructură

### Piste
Aeroportul dispune de 3 piste: 
- pista 01/19 din asfalt, cu dimensiunile 4.268 picioare × 100 picioare
- pista 06/24 din asfalt, cu dimensiunile 9.510 picioare × 200 picioare
- pista 15/33 din asfalt, cu dimensiunile 6.847 picioare × 150 picioare

### Terminale
Aerogara are în componență 2 terminale, Bradley International Airport Terminal A⁠(d) și Bradley International Airport Terminal B⁠(d). 